# Ернесто Алонсо
Ернесто Рамірес Алонсо (ісп. Ernesto Ramírez Alonso; 28 лютого 1917, Агуаскальєнтес — 7 серпня 2007, Мехіко) — мексиканський актор, продюсер та режисер.

## Життєпис
Народився 28 лютого 1917 року в місті Агуаскальєнтес, столиці однойменного штату. Його брат — тореадор Альфонсо Рамірес Алонсо, племінник — актор та співак Хорхе Варгас (1941—2009). 1937 року працював статистом на зйомках фільму «La Zandunga» з Лупе Велес у головній ролі. Пізніше разом з театральною трупою сестер Бланч поїхав до Мехіко (знайомство відбулося, коли сестри Ісабель і Аніта Бланч з власною трупою приїхали з гастролями до його рідного міста, і він позичів ім свій програвач), де з початку 1940-х років почав зніматися в кіно. Його партнерами по знімальному майданчику були Марія Фелікс, Лібертад Ламарке, Марга Лопес та інші зірки. 1954 року виконав одну з ролей у фільмі «Буремний перевал» Луїса Бунюеля за однойменним романом Емілі Бронте. Його найкращою роллю вважається Арчибальд де ла Крус у фільмі Бунюеля «Спроба злочину» 1955 року, де він зіграв разом з Мирославою Штерн.
Його першою продюсерською роботою стала теленовела «Обережно з ангелом» (1959) за участю Ампаро Рівельєс та Офелії Гільмаїн. З того часу ним випущено понад 150 теленовел (через що за ним закріпилося прізвисько «Сеньйор Теленовела»), найвідоміші з яких «Право на народження» (1981), «Прокляття» (1983), «Ніхто, крім тебе» (1985), «Весілля ненависті» (1983), «Єдинокровка» (1985), «Інша» (2002), «Мій гріх — у любові до тебе» (2004) та інші. 2006 року нагороджений почесною премією Золотий Арієль за професійний внесок в кіноіндустрію. 
Ернесто Алонсо помер 7 серпня 2007 року у Мехіко від пневмонії в 90-річному віці.

## Вибрана фільмографія

### Актор
| Рік       |   | Українська назва         | Оригінальна назва       | Роль                                |
| --------- | - | ------------------------ | ----------------------- | ----------------------------------- |
| 1945      | ф | Білий монах              | El monje blanco         | брат Кан                            |
| 1946      | ф | Жінка кожного            | La mujer de todos       | Карлос                              |
| 1949      | ф | Дама під вуаллю          | La dama del velo        | ліценціат Крістобаль Гомес Пенья    |
| 1950      | ф | Забуті                   | Los olvidados           | голос на початку фільму             |
| 1950      | ф | Інша весна               | Otra primavera          | Артуро Монтесінос                   |
| 1951      | ф | Жінка без сліз           | La mujer sin lágrimas   | Карлос                              |
| 1954      | ф | Буремний перевал         | Abismos de pasión       | Едуардо                             |
| 1955      | ф | Жінка на вулиці          | La mujer en la calle    | Хосе Луїс                           |
| 1955      | ф | Спроба злочину           | Ensayo devun crimen     | Арчибальдо де ла Крус               |
| 1966      | с | Крістіна Гусман          | Cristina Guzmán         | Габріель                            |
| 1969      | с | Незважаючи на смерть     | Más allá de la muerte   | Октавіо Дюран                       |
| 1976      | с | Паралельні світи         | Mundos opuestos         | Клаудіо де ла Мора                  |
| 1978—1979 | с | Гріх кохання             | Pecado de amor          | Мігель Анхель                       |
| 1983—1984 | с | Прокляття                | El maleficio            | Енріке де Мартіно                   |
| 1986      | ф | Прокляття 2              | El maleficio 2          | Енріке де Мартіно                   |
| 1989      | с | Біле і чорне             | Lo blonco y lo negro    | Анхель де Кастро/ Сільвіо де Кастро |
| 1995      | с | На одне обличчя          | Bajo un mismo rostro    | Мельхіор Сальдівар                  |
| 2000—2001 | с | Обійми мене міцніше      | Abrázame muy fuerte     | падре Боско                         |
| 2002      | с | Між коханням і ненавистю | Entre el amor y el odio | падре Абад                          |

### Продюсер (вибрані теленовели)
- 1959 — Обережно з ангелом (ісп. Cuidado con el ángel)
- 1961 — Маріанела (ісп. Marianela)
- 1965 — Марина Лаваль (ісп. Marina Lavalle)
- 1965 — Максиміліано і Карлотта (ісп. Maximiliano by Carlotta)
- 1966 — Крістіна Гусман (ісп. Cristina Guzmán)
- 1969 — Щоденник добропорядної сеньйорити (ісп. El diario de una señorita decente)
- 1970—1971 — Хрест Маріси Крусес (ісп. La cruz de Marisa Cruces)
- 1971—1973 — Італійка збирається заміж (ісп. Muchacha italiana viene a casarse)
- 1976 — Паралельні світи (ісп. Mundos opuestos)
- 1981—1982 — Право на народження (ісп. El derecho de nacer)
- 1983—1984 — Прокляття (ісп. El maleficio)
- 1983—1984 — Весілля ненависті (ісп. Bodas de odio)
- 1984 —1985 — Зрада (ісп. La traición)
- 1985 — Анхеліка (ісп. Angélica)
- 1985 — Ніхто, крім тебе (ісп. Tú o nadie)
- 1985—1986 — Єдинокровка (ісп. De pura sangre)
- 1987 — Шлях до слави (ісп. Senda de gloria)
- 1987—1988 — Вікторія (ісп. Victoria)
- 1988—1989 — Пов'язані одним ланцюгом (ісп. Encandenados)
- 1989 — Біле і чорне (ісп. Lo blanco y lo negro)
- 1990 — Я купую цю жінку (ісп. Yo compro esa mujer)
- 1990—1001 — Проклята спадщина (ісп. Herencia maldita)
- 1991—1992 — Спіймана (ісп. Atrapada)
- 1992 — Посмішка диявола (ісп. La sonrisa del diablo)
- 1992 — Трикутник (ісп. Triángulo)
- 1994—1995 — Політ орлиці (ісп. El vuelo del águila)
- 1996 — Запалений факел (ісп. La antorcha encendida)
- 1999—2000 — Лабіринти пристрасті (ісп. Laberintos de pasión)
- 2002 — Інша (ісп. La otra)
- 2004 — Мій гріх — у любові до тебе (ісп. Amarte es mi pecado)
- 2005—2006 — Перешкода коханню (ісп. Barrera de amor)

## Нагороди та номінації
Арієль
- 1956 — Номінація на найкращого актора (Спроба злочину).
- 2006 — Золотий Арієль за професійний внесок в кіноіндустрію.

TVyNovelas Awards
- 1983 — Найкраща теленовела (Право на народження).
- 1984 — Найкращий актор (Прокляття).
- 1984 — Найкраща теленовела (Весілля ненависті).
- 1984 — Номінація на найкращу теленовелу (Прокляття).
- 1985 — Найкраща теленовела (Зрада).
- 1986 — Найкраща теленовела (Єдинокровка).
- 1986 — Номінація на найкращу теленовелу (Ніхто, крім тебе).
- 1986 — Номінація на найкращу теленовелу (Анхеліка).
- 1987 — Номінація на найкращу теленовелу (Проклята спадщина).
- 1988 — Номінація на найкращу теленовелу (Шлях до слави).
- 1988 — Номінація на найкращу теленовелу (Вікторія).
- 1989 — Номінація на найкращу теленовелу (Пов'язані одним ланцюгом).
- 1990 — Найкраща роль у виконанні заслуженого актора (Біле і чорне).
- 1991 — Найкраща продюсерська робота (Я купую цю жінку).
- 1991 — Найкраща теленовела (Я купую цю жінку).
- 1995 — Номінація на найкращу теленовелу (Політ орлиці).
- 1997 — Номінація на найкращу теленовелу (Запалений факел).
- 2000 — Найкраща теленовела (Лабіринт пристрасті).
- 2003 — Найкраща теленовела (Інша).
- 2004 — Номінація на найкращу теленовелу (Мій гріх — у любові до тебе).

La Maravilla
- 1984 — Найкраща теленовела (Прокляття).
- 1984 — Найкращий лиходій (Прокляття).

Heraldo
- 1995 — Найкраща теленовела (Політ орлиці).